# Comuna Dupnița, Kiustendil
Dupnița (în bulgară Дупница) este o comună în regiunea Kiustendil, Bulgaria, formată din orașul Dupnița și 16 sate. 

## Localități componente

### Orașe
- Dupnița

### Sate
| - Balanovo - Bistrița - Blatino - Cerven Breg - Deakovo - Delean | - Djerman - Gramade - Iahinovo - Kraini Dol - Krainiți | - Kremenik - Palatovo - Piperevo - Samoranovo - Topolnița |

## Demografie
Componența etnică a comunei Dupnița
     Romi (5,42%)
     Bulgari (88,53%)
     Nicio identificare (5,76%)
     Altele (0,54%)
La recensământul din 2011, populația comunei Dupnița era de 44.988 locuitori. Din punct de vedere etnic, majoritatea locuitorilor (88,53%) erau bulgari, cu o minoritate de romi (5,42%). Pentru 5,76% din locuitori nu este cunoscută apartenența etnică.